# Список умерших в 1111 году
В этой статье представлен список известных людей, умерших в 1111 году.
См. также: Категория:Умершие в 1111 году

## Февраль
- 22 февраля — Рожер I Борса — герцог Апулии и Калабрии (1085—1111)

## Март
- 17 марта — Боэмунд Тарентский — первый князь Таранто (1088—1011), первый князь Антиохии, (1098—1111), один из руководителей первого крестового похода.

## Апрель
- 2 апреля — Евфемия (Людмила) Венгерская[чеш.] — княгиня-консорт Оломоуцкая, жена Оты I
- 12 апреля
  - Бертольд II — герцог Швабии (1092—1098), первый герцог Церинген (1100—1111)
  - Вальрам[нем.] — епископ Наумбурга (1091—1111), заложил первый саксонский монастырь Пегау
- 17 апреля — Роберт Молемский — католический святой, основатель ордена цистерцианцев.

## Июнь
- 25 июня — Фольмар VII — епископский граф Меца, граф Хунебурга и Люневиля.

## Октябрь
- 5 октября — Роберт II Фландрский (Иерусалимский) — граф Фландрии (1093—1111), активный участник первого крестового похода
- 7 октября — Анна, вторая жена великого князя Киевского Всеволода Ярославича
- 26 октября — Гомес Гонсалес — кастильский дворянин и военачальник, претендовавший на звание графа Кастилии.

## Ноябрь
- 8 ноября — Оттон II — граф Габсбург (вероятно, первый носитель этого титула) (1082—1111)

## Декабрь
- 19 декабря
  - Абу Хамид аль-Газали — исламский богослов и философ персидского происхождения. Он сформулировал теоретические основы суфизма.
  - Агнес фон Рейнфельден[нем.] — принцесса, а позднее герцогиня из рода Церингенов, основательница монастыря святого Петра в Шварцвальде

## Дата неизвестна или требует уточнения
- Бернардо III — последний граф Бесалу (1100—1111)
- Берта Арагонская — королева-консорт Арагона и Наварры (1097—1104), вторая жена Педро I
- Бертольд Пармский[англ.] — католический святой
- Василий Богомил — болгарский лидер богомилов, всю жизнь посвятивший распространению этого учения.
- Жильбер — виконт Мийо и Лодева, граф Жеводана, по правам жены — граф Прованса.
- Иорверт ап Бледин — король Поуиса (1075—1103, 1110—1111). Убит
- Кадуган ап Бледин — король Поуиса (1075—1111) Убит.
- Николай III Грамматик или Богобоязненный (Кирдиниат) — константинопольский патриарх (1084—1111)
- Ое но Масафуса[англ.] — японский учёный
- Пётр I[нем.] — епископ Вроцлава (1074—1111)
- Ричард II[англ.] — граф Гаэты (1104/1105—1111)
- Сильвестр IV (Маджинульфо) — антипапа (1105—1106)
- Сукман аль-Кутби — основатель эмирата с центром в Хлате и династии, носившей название Ахлатшахов, а позже Шах-Арменидов.
- Христодул Патмосский — православный святой, почитаемый в лике преподобных.